# Meet John Doe
Meet John Doe (prt: Um João Ninguém; bra: Adorável Vagabundo) é um filme norte-americano de 1941 dirigido por Frank Capra, com trilha sonora de Dimitri Tiomkin.

## Produção
A produção é da Liberty Films, fundada por Capra, William Wyler e George Stevens.
O roteiro, originalmente, é de Presnell e Connell, que enfatizaram a manipulação do homem pelo Estado. Os produtores, no entanto, alteraram a história — para dar um final feliz ao vagabundo — e a creditaram a Riskin, gerando processo judicial por parte de Presnell e Connell.
O filme já estava nas salas havia duas semanas, quando a história foi mudada e refilmada.

## Sinopse
Jornal contrata mendigo ("Zé Ninguém", o John Doe do título) e o transforma em herói em campanha sensacionalista para favorecer político corrupto. Quando percebe que está sendo manipulado, Doe ameaça denunciar a trama. Ameaçado, pensa em suicídio. A jornalista que ajudou a erguer o mito apaixona-se pelo vagabundo, abandona tudo e solidariza-se com ele.

## Elenco principal

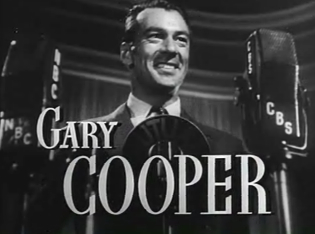
Gary Cooper como John Doe / Long John Willoughby
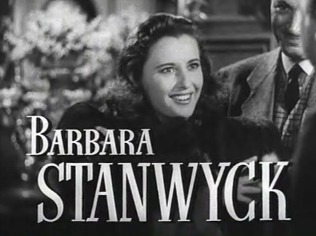
Barbara Stanwyck como Ann Mitchell
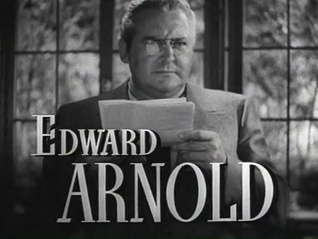
Edward Arnold como D. B. Norton
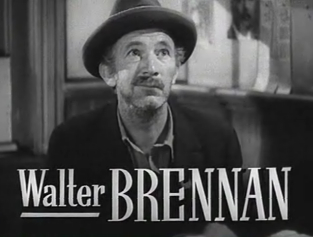
Walter Brennan como Coronel
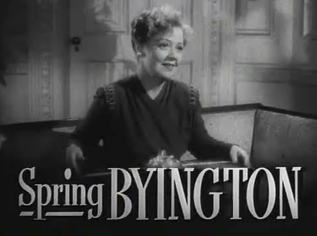
Spring Byington como Madame Mitchell
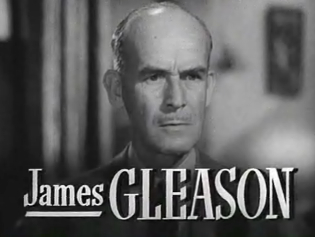
James Gleason como Henry Connell

- Gene Lockhart … Prefeito Lovett
- Rod La Rocque … Ted Sheldon
- Irving Bacon … Beany
- Regis Toomey … Bert Hansen
- J. Farrell MacDonald … Sourpuss Smithers
- Warren Hymer … Angelface (salva-vidas)
- Harry Holman … prefeito Hawkins
- Andrew Tombes … Spencer, do 'Daily Chronicle'
- Pierre Watkin … Hammett (chefe político)
- Stanley Andrews … Weston (chefe político)
- Mitchell Lewis … Bennett (líder operário)
- Charles C. Wilson … Charlie Dawson (promotor)
- Vaughan Glaser … governador Jackson

## Prêmios e indicações
Oscar
- Indicado na categoria melhor roteiro original.